# Goldsby (Oklahoma)
Goldsby es un pueblo ubicado en el condado de McClain en el estado estadounidense de Oklahoma. En el año 2010 tenía una población de 1801 habitantes y una densidad poblacional de 36,09 personas por km².

## Geografía
Goldsby se encuentra ubicado en las coordenadas 35°8′48″N 97°28′26″O / 35.14667, -97.47389 (35.146712, -97.473764).

## Demografía
Según la Oficina del Censo en 2000 los ingresos medios por hogar en la localidad eran de $43,173 y los ingresos medios por familia eran $47,083. Los hombres tenían unos ingresos medios de $33,281 frente a los $23,750 para las mujeres. La renta per cápita para la localidad era de $19,869. Alrededor del 8.0% de la población estaban por debajo del umbral de pobreza.